# 澤野十蔵
澤野 十蔵（さわの じゅうぞう、1913年〈大正2年〉11月28日 - 2007年〈平成19年〉7月20日）は、日本の解剖学者、医師、トンボ研究家。医学博士。広島大学名誉教授、日本解剖学会名誉会員、日本蜻蛉学会名誉会員、広島虫の会名誉会長。

## 略歴
新潟県新潟市関屋松波町（現 新潟市中央区関屋松波町）出身。1931年（昭和6年）3月に新潟中学校を卒業、1938年（昭和13年）3月に新潟高等学校を卒業、1941年（昭和16年）12月に新潟医科大学を卒業。
1941年（昭和16年）12月に新潟医科大学副手に就任、1942年（昭和17年）に新潟医科大学助手に就任、1944年（昭和19年）に新潟医科大学臨時附属医学専門部助教授に就任、新潟医科大学講師を兼任。
1944年（昭和19年）9月に太平洋戦争に応召、陸軍軍医としてフランス領インドシナのサイゴンに出征、1946年（昭和21年）5月に復員。
1947年（昭和22年）6月に新潟医科大学から医学博士号を取得、7月に新潟医科大学附属医学専門部教授に就任、1949年（昭和24年）5月に新潟大学新潟医科大学助教授に就任。
1953年（昭和28年）4月に広島医科大学解剖学教室解剖学第一講座第2代教授に就任、8月に広島大学医学部解剖学教室解剖学第一講座第2代教授に就任、1968年（昭和43年）9月から3カ月間、文部省在外研究員として欧米の解剖学の研究教育状況を視察、1974年（昭和49年）3月に広島大学医学部第11代学部長に就任、1977年（昭和52年）4月に広島大学を定年退官、広島大学名誉教授の称号を受称。
1977年（昭和52年）4月に帝京大学医学部第二解剖学教室教授に就任、1984年（昭和59年）4月に帝京大学医学部客員教授に就任、1992年（平成4年）3月に帝京大学を退職。
2007年（平成19年）7月20日午前7時25分に内科医の三男が勤務する広島県広島市中区千田町の広島赤十字・原爆病院で肺機能障害のため死去、93歳没。

### トンボ研究家として
1936年（昭和11年）6月に広島県佐伯郡厳島町（現 廿日市市宮島町）の厳島で数学教師の結城次郎によって発見されるも戦争のため調査・研究をする者がなく、その存在を忘れられていたミヤジマトンボを1955年（昭和30年）8月に再発見し、1957年（昭和32年）に朝比奈正二郎との研究で1911年（明治44年）4月に中国南部の広東地方でドイツ人のMellによって発見されたトンボと同種であることを明らかにした。その後、1998年（平成10年）に大澤省三らとの研究でミヤジマトンボと香港の南涌に生息するトンボのDNAがほぼ一致することを突き止め、ミヤジマトンボは日本が大陸と陸続きだった頃に生息し始めたとする説を日本蜻蛉学会の学会誌『TOMBO』に発表した。
1962年（昭和37年）6月に広島県山県郡芸北町（現 北広島町）の八幡高原でトンボのヒロシマサナエ（学名：Davidius moiwanus sawanoi Asahina et Inoue, 1973）を発見した。
1962年（昭和37年）に発足した広島虫の会の初代会長に就任した。

## 研究
胎児などの発生学的研究を行った。

## 栄典
- 1986年（昭和61年）4月29日 - 勲三等旭日中綬章[34]

## 著作物

### 著書
- 『東北山椒魚の發生段階圖』鶴（ぐるす）文庫私版、1947年。

### 訳書
- 『人体発生学 正常と異常』ジャン・ラングマン[著]、医歯薬出版、1967年。
  - 『人体発生学 正常と異常』第2版、ジャン・ラングマン[著]、医歯薬出版、1972年。
  - 『人体発生学 正常と異常』第3版、ジャン・ラングマン[著]、医歯薬出版、1976年。
  - 『人体発生学 正常と異常』第4版、ジャン・ラングマン[著]、医歯薬出版、1982年。
  - 『ラングマン人体発生学 正常と異常』第5版、トマス・ウィリアム・サドラー[著]、医歯薬出版、1987年。
  - 『ラングマン人体発生学 正常と異常』第6版、トマス・ウィリアム・サドラー[著]、医歯薬出版、1991年。
  - 『ラングマン人体発生学』第7版、トマス・ウィリアム・サドラー[著]、安田峯生[共訳]、医学書院エムワイダブリュー、1996年。
  - 『ラングマン人体発生学』第8版、トマス・ウィリアム・サドラー[著]、安田峯生[共訳]、メディカル・サイエンス・インターナショナル、2001年。

### 論文
- CiNii収録論文 - CiNii